# Джовани Батиста Тиеполо
Джовàни Батѝста Тиèполо (на италиански: Giovanni Battista Tiepolo; * 5 март 1696, Венеция, Венецианска република, † 27 март 1770, Мадрид, Кралство Испания), наричан също Джамбатиста или Дзуан Батиста Тиеполо (Giambatista, Zuan Batista Tiepolo), е италиански художник и гравьор. Автор на мащабни фрески, той е последният от големите художници на Венецианската република. С нововъведенията си в традиционния бароков стил той е сред предшествениците на стила Рококо.

## Биография

### Ранни години
Роден е във Венеция, в семейния дом близо до манастира „Сан Доменико“ в квартал „Кастело“, през март 1696 г. Той е най-малкият от деветте деца на корабния търговец Доменико Тиеполо  и Орсета Марангон. Кръстен е на 16 април в църквата „Сан Пиетро ди Кастело“. Баща му умира година след раждането му, оставяйки семейството в тежко материално положение.
Първото му художествено обучение е около 1710 г. в работилницата на Грегорио Ладзарини – еклектичен художник, способен да съчетае различните учения на венецианската традиция. От него той получава освен първоначални знания, така и вкуса към грандиозното и театралното в композициите. Скоро Тиеполо се насочва към т. нар. „мрачна" живопис на Федерико Бенкович и Джовани Батиста Пиацета. Освен към своите съвременници ателието на Ладзарини се обръща и към великите майстори  на Венето от 16 век: Тинторето и Паоло Веронезе, както и към творчеството на Якопо Басано.
През 1715 г. той започва да рисува петте над-арки на венецианската църква „Санта Мария дей Дерелити“ (Оспедалето), със сдвоени фигури на апостола, със силна светлосянка и тъмни тонове. През тези години работи и за дожа на Венеция Джовани II Корнаро, изпълнявайки в двореца му картини над вратите, картини и портрети (включително този на първия дож в семейството Марко Корнаро от около 1716 г., както и този на самия Джовани, и двата в топли и светли нюанси, позовавайки се на маниера на Себастиано Ричи). През същата година работи върху фреската Асунта в старата енорийска църква на Биадене (Монтебелуна). На 16 август излага скица на Submersio Faraonis на празника на Свети Рох.
На 19 години Тиеполо завършва първата си голяма творба – Жертвоприношението на Авраам (сега в Галерии на Академията на Венеция). Той напуска студиото на Ладзарини след първото му споменаване в Гилдията на венецианските художници през 1717 г. Същата година от неговите рисунки са взети четири гравюри в книгата Големият театър на картините и перспективите на Венеция. Картината Прогонването на Васти датира от 1719 г. и сега е в частна колекция в Милано. 
На 21 ноември 1717 г. той се жени тайно за Мария Чечилия Гуарди (* 1702, † 1779), сестра на художниците Франческо Гуарди и Джовани Антонио Гуарди. Бракът продължава повече от 50 години. От този съюз се раждат най-малко десет деца, включително художниците Джандоменико и Лоренцо Балдисера, които ще работят като негови помощници. Първоначално двойката живее в къщата на по-големия му брат Амброджо близо до църквата „Санта Тернита“.
Между 1719 и 1720 г. Тиеполо прави стенописната украса в залата на първия етаж на вила „Балиони“ в Масанцаго. Тази зала е изцяло покрита със стенописи, които чрез илюзионистко пробиване през стените създават безкрайно пространство. Митът за Фаетон е изрисуван по стените, докато Триумфът на зората е представен на свода. С този цикъл започва сътрудничеството с художника на квадратури Джероламо Менгоци, известен като 'ил Колона', който рисува за Тиеполо през следващите години повечето фалшиви архитектурни декорации, които обрамчват стенописите му.
През 1721 г. му е поръчана Мадона дел Кармине за църквата „Сант Апонал“, започната през 1722 г. и завършена през 1727 г., която сега се съхранява в Пинакотека „Брера“ (Милано). През 1722 г. творецът предава Мъченичеството на св. Вартоломей на венецианската църква „Сан Стае“; творбата е предназначенa за част от поредица творби на различни художници, посветена на 12-те апостоли. Тя е с мощна изразителна сила, придадена от силната светлосянка и остротата на графичните очертания.
През 1722 г. той прави стенописа Славата на Санта Лукия в енорийската църква на Васкон близо до Тревизо. През 1722 г. участва в конкурса за украса на параклиса „Сан Доменико“ в базиликата „Санти Джовани и Паоло“, по-късно спечелен от Джовани Батиста Пиацета. През 1724 г., след някои промени, направени в църквата на Оспедалетото от Доменико Роси, той рисува горната част с Жертвоприношението на Исаак – последният пример за първоначалните му тъмни пътища; от този момент стилът му се насочва към ярки цветове със светли тонове, потопени в слънчева светлина.
Между 1724 и 1725 г. работи върху украсата на Палацо Санди с голямата фреска на тавана на залата, посветена на Триумфа на красноречието – иконографска тема, вероятно поради професията на клиента – адвоката Томазо Санди; в центъра, на фона на синьото небе, пресечено от облаци, са фигурите на Минерва и Меркурий, докато на корниза са представени четири митологични епизода: Орфей, извеждащ Евридика от царството на Хадес, Белерофонт на Пегас убива Химера, Амфион със силата на музиката изгражда стените на Тива и Херкулес оковава Цербер. Композиционната схема е подобна на тази, използвана от Лука Джордано в Палацо Медичи, с няколко фигури в центъра и доста много отстрани, и тя става характерна за цялата му последваща продукция. Но именно изсветляването на цвета става негова безпогрешна стилистична черта, вдъхновена от преоткриването на творчеството на Паоло Веронезе. За същия дворец той рисува и три митологични платна: Одисей открива Ахил сред дъщерите на Ликомед, Аполон одира Марсий и Херкулес задушава Антей, сега в частна колекция в Кастелгомберто. Вероятно между 1725 и 1726 г. той прави Алесандър и Кампаспа в ателието на Апелес, сега в Музея на изящните изкуства в Монреал, със силна автобиографична и самовъзвеличаваща стойност. Всъщност Тиеполо придава чертите си на Апелес – най-великият художник на древността, докато на Кампаспа той дава красотата на младата си съпруга Чечилия.

### Зрели години
Между 1726 и 1729 г. Тиеполо разделя работата си между Удине и Венеция, отново за поръчки, получени от братя Долфин, и се организира, за да посвети по-топлите сезони на стенописи и по-студените на платната.
В Удине патриархът на Аквилея Дионизо Долфин първо го моли за стенописите и малкия олтар на Възкресението за параклиса на Светото Тайнство в катедралата на Удине, а след това за стенописите за замъка и преди всичко за големия декоративен комплекс на Патриаршеския дворец. Тук украсата включва сцени и герои от Стария завет: на свода на стълбището Падането на бунтовните ангели с около осем монохромни сцени с епизоди от Битие; в дългата галерия трите епизода Явление на трите ангела на Авраам, Рахил скрива идолите и Явяването на ангела на Сара, поставени между монохромни фигури на пророчици и Жертвата на Исак на тавана; на тавана на Червената зала, използвана по това време като граждански и църковен съд, е внушителният Съд на Соломон, заобиколен от смесени линейни отделения с фигури на пророци; накрая в Тронната зала той рисува портрети на древни патриарси, сега в лошо състояние.
Във Венеция за Даниил III и Даниил IV, със сигурност по предложение на патриарх Дионисий, през зимите той рисува десетте големи платна с римски истории за техния венециански дворец. Те са завършени през 1729 г. и днес са разделени между Ермитажа в Санкт Петербург, Музея „Метрополитън“ в Ню Йорк и Музея на историята на изкуството във Виена.
Междувременно на 30 август 1727 г. се ражда неговият син Джандоменико, негов бъдещ сътрудник.
През 1730 г. е извикан в Милано, може би с посредничеството на Шипионе Мафей, за да украси със стенописи таваните на пет зали на Палацо Аркинто: Триумф на изкуствата и науките, Митът за Фаетон, Персей освобождава Андромеда, Юнона, Фортуна и Венера и Алегория на благородството, унищожени при бомбардировките през август 1943 г. През 1731 г. в Палацо Дуняни (бивш Казати) той рисува историите на Сципион Африкански. На  Алегорията на великодушието (или Апотеоз на Сципион), докато на стените темите са Щедростта на Сципион, Сципион, който дава свобода на Сифаций и накрая Софонизба, която получава отровата от Масиниса. В съответствие с входните врати на залата той рисува Четирите основни добродетели, а в нишите- Изобилието и Силата.
Връщайки се във Венеция през 1731 г., той изпълнява Възпитанието на Богородица за църквата „Санта Мария дела Фава“, Рождество Христово за тази на „Сан Дзулиан“ и през 1732 Поклонението на Младенеца за сакристията на канониците на базиликата „Сан Марко“.
През септември 1732 г. той вече е в Бергамо, където се заема със стенописите на Параклис „Колеони“, които първоначално трябва да включват само пандантите с алегориите на четирите добродетели (Вяра, Милосърдие, Справедливост и Благоразумие) и люнетите на Свети евангелист Марк и Мъченичеството от Свети Вартоломей. Когато тези произведения са завършени, той е извикан от Венеция, за да изпише други три люнета със сцени от живота на св. Йоан Кръстител: Проповед на Кръстителя, Кръщение Христово и Отсичане на главата на Кръстителя.
През 1734 г. Тиеполо работи във Вила „Лоски Дзилери“ в Монтевиале близо до Виченца, като изписва алегорични фигури на стълбището и в залата, извлечени от трактата на Чезаре Рипа Иконология. През същата година той доставя Олтара на Рая на църквата „Вси светии“ в Ровета и сменя дома си, като се мести в Пасина близо до църквата „Сан Силвестро“.
От 1735 г. са Мадона дел Розарио, подписана и датирана творба, сега в частна колекция в Ню Йорк, и Мадоната с Младенеца със светците Хиацинт и Доминик, сега в Чикаго.
През 1736 г. се ражда синът му Лоренцо. През същата година той отказва предложението да украси Кралския дворец на Швеция, обявявайки, че предложената сума  е недостатъчна, и изпълнява платното с Юпитер и Даная, сега в Стокхолм.
През януари 1737 г. Тиеполо предава Мъченичеството на Света Агата, направено за базиликата „Сант Антонио“ в Падуа. През същата година се завръща в Милано, призован от кардинал Бенедето Ерба Одескалки, за да създаде три стенописа в Базилика „Сант Амброджо“. Той праща три олтарни образа в Удине за патриарха и прави изгубения олтарен образ за Олтар „Корнаро“ в църквата „Сан Салвадор“ във Венеция. Същата година започва и грандиозния цикъл от стенописи със Слава на Свети Доминик за наоса, презвитерия и хора на църквата „Санта Мария дей Джезуати“ във Венеция, завършен през 1739 г. На централната фреска на наоса – Учредяването на розария, от която Тиеполо прави три скици, над петнадесет стъпала, символ на съответните мистерии на броеницата, е свети Доминик, който дава на вярващите, включително и на управляващия в момента дож Алвизе Пизани и на патриарха Франческо Антонио Корер, броеницата, която Богородица му е дала във видение, а долу фигурите, които падат от стълбището, са алюзия за ролята на светеца срещу ереста.
През 1739 г. художникът рисува Мъченичеството на св. Себастиан за манастирската църква в Дисен (Нидерландия). В онези години той създава трите големи платна със Сцени от Страстите Христови за венецианската църква „Сант Алвизе“. В тези произведения драматичният тон е по-силен и е видимо влиянието на Тинторето и Тициан през последните години, но също и на гравюрите на Рембранд, особено в брадатите типове, които се появяват в Изкачването на Голгота; тези платна, започнати около 1737 г., са поставени на място през 1740 г.

### Палат „Клеричи“ и творби за Франческо Алгароти
През 1740 г. Тиеполо изпраща олтарната картина Явяването на Богородица на св. Филип Нери в Камерино и рисува трите сцени на Страстите за църквата „Сант Алвизе“ във Венеция.
През същата година се завръща в Милано и в Палат „Клеричи“ изписва свода на галерията със сценографската Бяг на колесницата на слънцето: в центъра е колесницата на Аполон, теглена от четири коня, а по корниза са струпани множество групи и фигури на божества. Стенописът вероятно е направен по повод на брака между клиента Антон Джорджо Клеричи и Фулвия Висконти, планиран за 1741 г.  . Между 1741 и 1742 г. за базиликата „Сан Лоренцо Мартире“ във Веролануова той рисува на място огромните платна с Падането на манната и Жертвата на Мелхиседек.
Връщайки се във Венеция през 1743 г., творецът е ангажиран в Палацо Пизани, за да изпълни Апотеоз на Ветор Пизани: тук кондотиерът, победител в битката при Киоджа срещу генуезците, е придружен на Олимп от Венера, за да бъде представен на Юпитер и Марс, а на сцената е свидетел и Нептун. Забележителен ангажимент, който го принуждава да отложи с няколко месеца доставката на Портрета на Антонио Рикобоно за Академия „Конкорди“ в Ровиго. 
През 1743 г. във Венеция пристига Франческо Алгароти, за да купи картини от името на краля на Саксония Август III и да ги отнесе в Дрезден. Тиеполо, след като се сприятелява с него, го съветва заедно с други венециански художници при закупуването на произведенията на старите майстори. По поръчка на Алгароти той рисува и някои платна, включително Триумфът на Флора и Меценат представя изкуствата на Август, изпратен на граф Брюл през 1744 г., и Банкетът на Антоний и Клеопатра, който след възходи и падения сега е в Националната галерия в Мелбърн. От същата година е и първата публикация на Vari Capricci (Различни капричи) – папка с 10 гравюри. Вероятно от същия период е и втората папка с 24 гравюри, публикувана посмъртно от сина му Джандоменико през 1775 или 1778 г., на която самият Джандоменико дава заглавието: Scherzi di Fantasia (Шеги на фантазията).
Между 1743 и 1744 г. Тиеполо работи по украсата на Вила „Корделина“ в Монтекио Маджоре. В залата на свода той рисува Триумф на добродетелта и благородството над невежеството, заобиколен от шест алегорични монохромни фигури, а по стените – Семейството на Дарий пред Александър и Умереността на Сципион.
Между 1744 и 1745 г. за Палацо Барбариго във Венеция, в сътрудничество с Джероламо Менгоци (Колона), той създава фрески и платна, включително тавана с Добродетелта и Благородството побеждават Невежеството. От този период са двете серии платна със сцени от Освободения Йерусалим и четирите платна, предназначени за неуточнен венециански дворец, сега в Чикаго, както и четирите удължения за новия будоар на втория благороднически етаж на Палат „Корнер“ в Сан Поло, сега в Националната галерия в Лондон. За същия будоар той рисува и четири златни монохромни медальона (сега два в Държавен музей в Амстердам, един в Музей „Метрополитън“ в Ню Йорк и един изгубен) и тавана (сега в Националната галерия на Австралия), и в тази сграда той изрисува таваните на някои зали (две откъснати и сглобени отново върху платно са в Музей „Жакмар-Андре“ в Париж). Вероятно от същия период са и трите надвратни изображения със сатири, две от които сега се намират във Фондация „Нортън Саймън“ в Пасадина и едно в Националната галерия за древно изкуство в Рим. 
Между април и ноември творецът изписва стенописа на свода на наоса в църквата „Скалци“ във Венеция с Пренасяне на Светия дом на Лорето, разрушен през 1915 г. по време на въздушен удар през Първата световна война. От творбата остават двете подготвителни скици на Тиеполо и някои фрагменти от пандантите. Има и картина на Мариано Фортуни, и рисунка на Оливие Мачератези. През септември художникът предава олтарната картина с Мъченичеството на св. Йоан – епископ на Бергамо на Катедралата на Бергамо.
Между 1744 и 1749 г. той доставя деветте платна за тавана на капитулната зала на двореца Scuola Grande dei Carmini във Венеция, поръчани през 1739 г. Последна е голямата централна сцена на Богородица в Слава, която връчва расото на Свети Саймън Сток: тук Богородица и Младенеца, повдигнати от вихър от ангели, пути и херувими сякаш заслепяват блажения - проснал се към представянето на душите в Чистилището, докато получава от ангел расото – свещен източник на индулгенции.

### Палат Лабия и Вюрцбург
Между 1746 и 1747 г. Тиеполо създава декоративния комплекс на Палат „Лабия“ във Венеция, подпомогнат от квадратурите на Джероламо Менгоци (Колона), идеално интегрирани с повествователните епизоди. В балната зала той рисува Историите на Антоний и Клеопатра с разкошно облечени герои в театрално красноречиви пози: по стените са основните сцени Срещата между Антоний и Клеопатра и Банкет на Антоний и Клеопатра, а на свода в централния окулус Белерофон на Пегас, който лети към Славата и Вечността, всичко заобиколено от алегорични или митологични фигури и цветни сцени. На тавана на Огледалната зала той рисува стенописа Триумфа на Зефир и Флора.
През 1747 г. Тиеполо се мести в енорията Санта Фоска близо до Ноалския мост.
През 1748 г. рисува два тавана за Палат „Долфин Манин“ във Венеция по случай сватбата на Лудовико Манин и Елизабета Гримани. През същата година той със сигурност изпълнява и предава олтарната картина с Мадоната със светиите Екатерина, Роза да Лима и Агнес от Монтепулчано на църквата „Джезуати“.
През 1749 г. той изпраща на Рикардо Вал – испански посланик в Лондон олтарната картина със Свети Яков Велики, която сега се съхранява в Музея на изящните изкуства в Будапеща. През същата година той най-накрая доставя голямото централно отделение на тавана на двореца Scuola Grande dei Carmini.
На 12 декември 1750 г., призован от принц-епископ Карл Филип фон Грайфенклау да украси резиденцията му във Вюрцбург, той пристига във Вюрцбург заедно със синовете си Джандоменико и Лоренцо. Тук той украсява Кайзерзаал, а след това и трапезарията, с иконографска програма, свързана с инвеститурата, получена от император Фридрих Барбароса от Аролд – първият принц-епископ на Вюрцбург. На свода той изобразява фрески с Аполон, водещ към гения на германската нация Беатрис от Бургундия – бъдещата съпруга на Барбароса, с фигури, които илюзионистично се припокриват с гипсовия корниз – дело на Антонио Джузепе Боси; по стените изписва сцените, обрамчени от сценографска завеса, обработена с цветна мазилка, с Брак на Барбароса и Инвеститура на  епископ Аролд като херцог на Франкония, подписана и датирана GIO. BUTTA TIEPOLO 1752 г. 
След като завършва тази зала, той веднага се посвещава на олтарните образи Падението на бунтовните ангели и Успение Богородично, предназначени за параклиса на Резиденцията, за да премине към украсата на свода на монументалното стълбище с Олимп и континентите, завършен до ноември 1753 г. Пространството на зрението е замислено като неизбежно отдалечено и светът на репрезентацията е фиктивен, илюзорен, за разлика от това, което се е случва в бароковата естетика, в която пространството, макар и безкрайно, поддържа известна степен на реалност.

### Вила Валмарана и отново Венеция
Напускайки Вюрцбург на 8 ноември 1753 г., Тиеполо се завръща във Венеция, където на 8 май предава платното Явлението на Мадоната на Св. Йоан Непомуцки на църквата „Сан Поло“. През 1754 г. започва украсата на църквата на Пиета във Венеция, като прави за свода на наоса фреската Коронация на непорочната Мария.
През 1757 г. прави декорацията на Вила Валмарана близо до Виченца, украсявайки в основния ѝ корпус централната зала, наречена Зала на Ифигения, и четирите съседни зали, наречени Зала на Илиада, на Освободения Йерусалим, на Енеида и на  Бесния Орландо. Иконографската програма вероятно е подсказана от страстта към класическия епос и рицарския епос на клиента Джустино Валмарана, който умира през 1757 г. В Жертвоприношението на Ифигения източникът може да се идентифицира с „Ифигения в Авлида“ от Еврипид – тема, повтаряна по различни начини в операта: докато свещеникът е на път да забие ножа в плътта на бедната жертва, Даяна кара да се появи кошута, за да смени Ифигения на олтара; за учудване на всички единственият, който не забелязва нищо, е Агамемнон, защото, обезумял от болка, той покрива лицето си с наметалото си. В тази зала архитектурната преграда от Колона действа като опора за реалната рамка, създавайки илюзията за приемственост между рисуваното и реалното пространство. На тавана Тиеполо рисува Диана и Еол, в момента в който богинята заповяда да се появи кошутата, и Еол, който може да накара ветровете да духат отново.
В Залата на Илиада той структурира фреската с Минерва държи Ахил да не убие Агамемнон, така че тримата главни герои са сякаш на авансцена, за да поставят тълпата от воини на заден план, сякаш това е театрален хор. В залите на Бесния Орландо и Освободения Йерусалим той третира разказа по по-епизодичен начин със стенописи, предимно тематични, с по-интимен и сантиментален тон, може би под влиянието на сина му Джандоменико, затворени в рамки в стил рококо. Във Форестерия=та прави стенописа на Залата на Олимп и навярно и на тази на Карнавала, като поверява останалите на ръката на Джандоменико.
Също за семейство Валмарана той изпълнява и изгубената украса за Палат „Тренто Валмарана“. В същия период и отново в района на Виченца той рисува олтарния образ Апотеоз на Свети Гаетан Тиене за църквата в Рампацо (днес част от Камизано Вичентино) по поръчка на семейство Тиене.
Обратно във Венеция той работи в двореца Ка' Рецонико, като стенописва двата тавана с Брачната радост и Благородството и Добродетелта, придружаващи заслугите към храма на Славата по случай брака между Лудовико Рецонико и Фаустина Саворнян.
На 30 септември 1759 г. Тиеполо доставя олтарната картина за църквата „Сан Силвестро“ във Фолцано (Бреша) и на 24 декември тази за Катедрала „Света Текла“ в Есте със Света Текла освобождава Есте от чума. Отново в Удине, през същата година, заедно със сина си Джандоменико, той рисува стенописите на Ораторий „Пурита“.
През 1760 г. той изпълнява Триумф на Херкулес за Палат Каноса във Верона, който е силно повреден по време на Втората световна война; през същата година получава поръчка за фреската Апотеоз на сем. Пизани в залата на Вила Пизани в Стра. В това велико произведение, последното на Тиеполо в Италия, са възвеличани не основателите или прославените личности на семейството, което е особен факт, а живите му членове. В същия период той прави и олтарната картина Чудото на Свети Антоний за катедралата „Сан Микеле Арканджело“ в Мирано.

### Мадрид
През 1761 г. кралят на Испания Карлос III вика Тиеполо в Мадрид, за да украси залите на новия Кралски дворец със стенописи. Художникът, който заминава със синовете си Лоренцо и Джандоменико на 31 март 1762 г., пристига в Мадрид на 4 юни и се настанява в дом на площад „Сан Мартин“. Творецът приема работата и пътуването неохотно. За да го убедят, трябва да се намесят испанската и венецианската дипломация: Тиеполо, след като първоначално демонстрира съгласие пред Кацола по време на неформална среща в Палат „Каноса“ във Верона, е получил официално писмо, пълно с оригиналния текст на кастилски и с италиански превод, както и картата на мястото, което ще бъде нарисувано. Въпреки това Тиеполо моли да завърши ангажиментите за Каноса и пизанците. Но очевидно абсолютисткият дух на испанската монархия изисква сухи и сигурни отговори. Маркизът на Скилас – държавен секретар привиква по въпроса Себастиано Фоскарини – венецианския посланик в Мадрид. След като тази новина пристига във Венеция, Тиеполо е спешно извикан от държавните инквизитори, които по същество го принуждават да замине. Все пак той носи със себе си скица за огромния таван на Тронната зала, изготвена в последния месец, чиято тема предходната година му е илюстрирана с всичките необходими детайли от граф Феличе Кацола – един от представителите на краля във Венеция. Това е единствената задача, за която е потърсен. Стенописът, който представя Славата на Испания, без прекомерно отклонение от проекта и с валидната помощ на синовете му, които умеят да се слеят в бащиния стил, е завършен през 1764 г. Резултатът е антология на всички теми, официално скъпи за испанската корона: около четирите континента (познати тогава), сред които се открояват американските колонии с каравелата на Христофор Колумб; по-долу – митовете от древността и католическата религия (за което поставя богословски алегории до тези на езически (или граждански) добродетели); към центъра е тронът на Испания между статуите на Минерва (макар че на скицата е Херкулес) и Аполон; в единия ъгъл вмъква две колони – ясна препратка към Херкулесовите стълбове и към мотото Plus ultra, което Карлос V си дава, за да подчертае морската мощ.

Едва тогава кралят, доволен от резултата, поръчва още две стенописа за тавана: Апотеозът на Еней в залата на алебардите и Апотеозът на испанската монархия в Преддверието на кралицата, завършени през 1766 г. Първата от гореспоменатите картини (не се знае в какъв ред всъщност са направени: подготвителната скица е изготвена и за двете) сега се счита за най-малко сполучливата: в оживеното изображение, съставено в спирала, най-долу е Вулкан, който кове оръжията, след това Еней, който със своята група се издига към майка си Венера, която е в центъра, заобиколена от Грациите, а от противоположната страна, на върха на облаците, се появява Меркурий. Най-добрата от всички фрески на Тиеполо в двореца се счита най-малката – Апотеоз на испанската монархия: долу вляво, под Нептун, носещ даровете на морето, мускулестият Херкулес изглежда иска да разкъса една от колоните си, за да отвори пространството на океана за Испания; вдясно Марс и Венера обсъждат заедно под укрепена кула, може би символ на испанската мощ; към центъра е групата на монархията, пазена от Аполон и с Меркурий, спускащ се в полет, носещ короната; над всичко това, почти скрит отгоре,  доминира бог Юпитер.
През януари 1767 г. самият творец предлага да се направят някои олтарни образи за църквата на манастира „Сан Паскуале Байлон“ в Аранхуес, която все още се строи (любопитното е, че той също трябва да увери хората, че е добър художник на платно). Два месеца по-късно кралят му праща вест, че ще отговори само след като види скиците, които Тиеполо успява да изпрати скоро. Когато художникът съобщава, че платната са готови, той трябва да търси и информация какво да прави, тъй като църквата все още не е завършена. Той също така търси признаци на одобрение от отец Хоакин де Елета, изповедник на Карлос III и надзорник на работите, който не му отговаря. Едва по-късно с посредничеството на министъра на финансите Мигел де Mùzquiz той получава като отговор новината, че кралят му е поверил нова задача: да украси купола на „Сант Илдефонсо“ в Кралския дворец „Ла Гранха“. Платната обаче трябва да останат в ателието на Тиеполо до май 1770 г., когато църквата е осветена и художникът е починал повече от месец по-рано. Комплексът се състои от седем платна: за високия олтар Видението на Сан Паскуале (сега разделен на два фрагмента в Прадо); за двата странични апсидални параклиса – отляво Непорочното зачатие и отдясно Свети Франциск получава стигматите (сега и двата в Прадо); в двата олтара от всяка страна на наоса, към презвитерия вляво Св. Йосиф с Младенеца (сега разделен на три фрагмента в Детройтския институт по изкуствата, Прадо и галериите на Институт „Курто“) и пред него – Св. Карло Боромео медитира над Разпятието (сега драстично смален, в Музея на изкуствата в Синсинати – това единично платно никога не е монтирано, защото посвещението на олтара се променя с това на Разпятието); олтарните картини за последните два олтара са планирани в овална форма със Сан Пиетро ди Алкантара вляво (сега в Кралския дворец в Мадрид) и Свети Антоний Падуански с Младенеца отдясно (сега в Прадо). Не са получени само скиците за двата овала. Всички олтарни образи избягват присъствието на човешки фигури освен тази на светеца (само в този на Свети Антоний монах, свидетел на чудото, излиза от врата, което е и оригинално решение) в разредени пространства в резултат на подчертан мистицизъм. Още през ноември 1770 г. Карлос III обаче решава да замени всички платна с произведения на Антон Рафаел Менгс и неговите ученици Франсиско Байеу и Мариано Салвадор Маела, които са поставени между 1772 и 1775 г.
В края на 1769 г., изправен пред новата кралска задача на Ла Гранха, Тиеполо успява да подготви някои рисунки и скица на Триумф на Непорочното зачатие (която със сигурност може да се идентифицира с тази, собственост на Националната галерия в Дъблин), но вече е зима и трябва да изчака следващият добър сезон, за да работи върху фреската, което художникът не дочаква.
Зает от забележителните кралски задачи, удължени с времето от бюрократичния протокол и от централизирането на вземането на решения в лицето на краля, Тиеполо няма много начини да получи частни поръчки: в испанския период  може да правдоподобно да бъде поставена само малка група произведения. Такъв е случаят с малкото платно Венера поверява Купидон на Времето, което обаче може да бъде свързано с кралския антураж, което е последното му произведение от светски характер; или голямата картина Авраам и ангелите с определено класическа обстановка, предвид размера предназначена за богат клиент. Интересни са няколко малки платна, внимателно обработени и следователно със сигурност не скици, рисувани за лично удоволствие: Полагане, Благовещение и друг Авраам и ангелите. В допълнение към последното критиците съсредоточават вниманието си върху четирите малки платна, посветени на Бягството в Египет, като са сметнати, в меланхоличното представяне на пустите пейзажи и изморителното пътуване, като явно и носталгично желание на автора да избяга и да се върне в любимия му дом: платното с Венера поверява Купидон на Времето изглежда, че се е появила за последен път през 1970  г. на търг в Кристис; голямото Авраам и ангелите днес е в Прадо (Мадрид); Полагането на тялото е в Колекция „Хаусман“ в Цюрих, Благовещение и малкото Авраам и ангелите са колекцията на Херцогинята на Вилахермоза в Педрола; Бягството в Египет на лодка е в Националния музей за древно изкуство в Лисабон; Почивка по време на бягството в Египет е в Държавната галерия на Щутгарт (а друго платно със същото заглавие е в колекцията „Торе и Тасо“ в Беладжо); Бягството в Египет е в частна колекция в Ню Йорк.
Когато големият му престиж намалява, завладян от вълната на новата неокласическа мода, Тиеполо внезапно умира в Мадрид на 27 март 1770 г.  Възходът на строгия неокласицизъм и следреволюционният упадък на абсолютизма довеждат до бавния упадък на стила рококо, свързан с името му, но не успяват да накърнят репутацията му. След смъртта му той е обявен за последният „олимпийски“ художник на Венецианската република. През 1772 г. синът на Тиеполо е достатъчно уважаван, за да бъде художник на дож Джовани II Корнаро, отговарящ за украсата на Палацо Мочениго в сестиер „Сан Поло“ във Венеция.

## Творби
През 18 век в Италия добива широко разпространение стенната живопис, изпълваща огромните плоскости в бароковата архитектура – църкви и дворци. Това дава възможност за изява на монументално-декоративния талант на Тиеполо. Стилът му се отличава с богат колорит, с майсторски построена композиция, включваща множество раздвижени фигури.
В нарисуваните огромни по размери композиции на платно с маслени бои той разработва алегорични сюжети и исторически сцени. Светът, който Тиеполо създава в тях, е далеч от реалността – свят на охолство, безгрижие и веселие. Сред творбите му са „Меценат представя на император Август свободните изкуства“ (Ермитаж), „Квинт Фабий Максим в сената на Картаген“, „Повикване на Цинцинат да стане диктатор“, „Триумф на пълководеца“ и др. Тиеполо е последното голямо име на италианския барок.
- Тайната вечеря (Ultima cena), ок. 1738, Катедрала, Санта Мария Мадалена“ (Дезенцано дел Гарда)

- Явяване на Дева Мария на свети Филипо Нери (Apparizione della Vergine a san Filippo Neri), 1739-1740, олтарен образ, църква „Св. Филипо Нери“ (Камерино).
- Аполон и Марсий (Apollo e Marsia), 1720-1722, маслена картина, 100 x 135 cm, Галерии на Академията (Венеция).
- Мъченичество на Св. Вартоломей (Martirio di san Bartolomeo), 1722, маслена картина, 167 x 139 cm, Църква „Св. Стае“ (Венеция).
- Белерофонт и конят му Пегас (Bellerofonte e il cavallo Pegaso), ок. 1723, стенопис, Дворец „Санди“ (Венеция).
- Отвличането на Европа (Ratto di Europa), 1721 ca, маслена картина, 99 x 13 cm, Галерии на Академията (Венеция).
- Авраам и ангелите (Abramo e gli angeli), ок. 1730, маслена картина, 140 x 120 cm, палат „Скуола Гранде ди Сан Роко“ (Венеция).
- Агар и Исмаил в пустинята (Agar e Ismaele nel deserto), 1732, маслена картина, 140 x 120 cm, палат „Скуола Гранде ди Сан Роко“ (Венеция).
- Възпитание на Девата (Educazione della Vergine), 1732, маслена картина, църква „Санта Мария дела Фава“ (Венеция).
- Проповед на Св. Йоан Кръстител (Predica di Giovanni Battista), 1732-1733, стенопис, 350 x 300 cm, Капела „Колеони“ (Бергамо).
- Обезглавяване на Св. Йоан Кръстител (Decollazione del Battista), 1732-1733, стенопис, 350 x 300 cm, Капела „Колеони“ (Бергамо).
- Триумф на Зефир и Аврора (Trionfo di Zefiro e Aurora), 1734-1735, маслена картина, 395 x 225 cm, Музей на венецианското Сетеченто в дворец „Ка' Рецонико“ (Венеция).
- Портрет на Антонио Рикобуоно (Ritratto di Antonio Riccobono), ок. 1734, маслена картина, 102 x 89 cm, Пинакотека на Aкадемия „Конкорди“, Палат Роверела (Ровиго).
- Даная и Юпитер (Danae e Giove), 1736, маслена картина, Universitet Konsthistoriska Institutionen (Стокхолм).
- Мъченичество на Св. Агата (Martirio di sant'Agata), 1736, маслена картина, Базилика дел Санто (Падуа)
- Алабарда на пейзаж (Alabardiere in un paesaggio),1736, маслена картина, 205 x 132 cm, Пинакотека „Аниели“ (Торино)
- Галерия на гоблените[24], 1740, Палат „Клеричи“ (Милано)
- Падането на манна (La Caduta della Manna), 1740, маслена картина, 1000 x 525 cm, базилика „Сан Лоренцо“ (Веролануова)
- Жертвата на Мелхиседек (Il Sacrificio di Melchisedech), 1740, маслена картина, 1000 x 525 cm, базилика „Сан Лоренцо“ (Веролануова)
- Мадоната в слава със светци (Олтарна картина на Рая) (Madonna in gloria con i santi (Pala del Paradiso)) 1734, олтарен образ за централния олтар, 383 x 236 cm, църква „Вси Светии“ (Ровета).
- Изкачването на Голгота (Salita al Calvario), 1738-1740, презвитерий на църквата „Сант Алвизе“ (Венеция)
- Слагането на трънния венец (Incoronazione di spine), 1737-1740, десен кораб на църквата „Сант Алвизе“ (Венеция)
- Реч на кралица Зенобия пред нейните войници (Arringa della regina Zenobia ai suoi soldati), 1737-1740, маслена картина, 261,4 x 365,8 cm, Национална художествена галерия (Вашингтон)
- Бичуване (Flagellazione), 1737-1740, десен кораб на църквата „Сант Алвизе“ (Венеция)
- Св. св. Ермакор и Фортунат (Santi Ermacora e Fortunato), 1737, параклис на Св. св. Ермакор и Фортунат, Катедрала на Удине (Удине)
- Банкет на Антоний и Клеопатра (Banchetto di Antonio e Cleopatra), 1743
- Портрет на Антонио Рикобоно (Ritratto di Antonio Riccobono), 1740-45, Академия „Конкорди“ (Ровиго)
- Меценат предлага изящните изкуства на император Август (Mecenate offre le belle arti all'imperatore Augusto), 1745
- Мъченичество на св. епископ Йоан (Martirio di san Giovanni vescovo), 1745, презвитерий на Катедралата на Бергамо
- Среща между Антоний и Клеопатра (Incontro di Antonio e Cleopatra), 1748
- Историческа сцена (Scena storica)[25], 1749 - 1750, маслена картина, Градски музеи и Галерия на изкуството и историята (Замък на Удине)
- Мъченичество на Св. Агата (Martirio di sant'Agata), 1755, маслена картина, Галерия на старите майстори (Берлин)
- Св. Патрик, епископ на Ирландия (San Patrizio vescovo d'Irlanda), маслена картина, Градски музеи на Падуа
- Жертвата на Ифигения (Sacrificio d'Ifigenia), 1757, маслена картина, Вила „Валмарана“ (Виченца).
- Св. св. Феделе от Зигмаринген и Йосиф от Леонеса потъпкват ереста (I santi Fedele da Sigmaringen e Giuseppe da Leonessa calpestano l'Eresia), 1752-1758, маслена картина, Национална галерия (Парма)
- Смъртта на Хиацинт (La morte di Giacinto), 1753-54, 287 x 235 cm, Музей „Тисен-Борнемиса“ (Мадрид)
- Влизане на знаменосеца Пието Содерини във Флоренция през 1502 г. (L'ingresso del gonfaloniere Piero Soderini in Firenze nel 1502), 1754, платно, Швейцарско посолство (Рим)[26]
- Св. Силвестър покръства Константин (San Silvestro battezza Costantino), 1757-1759, маслена картина, 324 x 172 cm, централен олтар на църквата „Сан Силвестро“ (Фолцано, Бреша)
- Света Текла освобождава град Есте от чумата (Santa Tecla libera la città di Este dalla peste), подготвителен модел, 1758-1759, маслена картина, 81,3 x 44,8 cm, Музей на изкуството „Метрополитън“ (Ню Йорк)
- Света Текла освобождава град Есте от чумата (Santa Tecla libera la città di Este dalla peste), 1759, маслена картина, 675 x 390 cm, Катедрала на Есте
- Кухня на Палечка (Cucina di Pulcinella), 1760-70, маслена картина, Колекция Cailleux (Париж)
- Виновната Палечка (Pulcinella colpevole), 1760-70, маслена картина, неизвестно местоположение
- Мадоната с щиглеца (Madonna del cardellino), 1767-1770, маслена картина, 62 x 49,5 cm, Национална художествена галерия (Вашингтон)
- Апотеоз на сем. Пизани (Apoteosi della Famiglia Pisani), 1761-1762, фреска от Вила „Пизани“ (Стра)
- Христос в маслинената градина (Cristo nell'orto degli Ulivi), Градски музеи на Падуа
- Марс и Венера (Marte e Venere), стенопис в Палат „Пизани Морета“ (Венеция)
- Бягството в Египет с лодка (Fuga in Egitto in barca), Национален музей на древно изкуство (Лисабон)
- Полагането на тялото на Христос в гроба (Deposizione del corpo di Cristo nel sepolcro), Национален музей на древно изкуство, Лисабон